# Torneo WTA de Shenzhen 2015
El Shenzhen Gemdale Open 2015 fue un evento de tenis WTA International en la femenina. Se disputó en Shenzhen (China), en cancha dura al aire libre, haciendo parte de un par de eventos que hacen de antesala al Abierto de Australia 2015, entre el 5 de enero y el 11 de enero de 2015 en los cuadros femeninos de singles y dobles, pero la etapa de clasificación se disputó desde el 2 de enero.

## Cabezas de serie

### Individuales femeninos
| Tenista            | Ranking | Preclasificada |
| Simona Halep       | 3       | 1              |
| Petra Kvitová      | 4       | 2              |
| Peng Shuai         | 21      | 3              |
| Zarina Diyas       | 33      | 4              |
| Klara Koukalova    | 40      | 4              |
| Irina-Camelia Begu | 41      | 6              |
| Monica Niculescu   | 46      | 7              |
| Timea Bacsinszky   | 48      | 8              |

- Ranking del 29 de noviembre de 2014

### Dobles femeninos
| Tenista                                         | Ranking | Preclasificada |
| Peng Shuai Xu Yifan                             | 76      | 1              |
| Lara Arruabarrena Irina-Camelia Begu            | 119     | 2              |
| Anabel Medina Garrigues María Teresa Torró Flor | 122     | 3              |
| Chan Chin-wei Oksana Kalashnikova               | 158     | 4              |

## Campeonas

### Individuales femeninos
Simona Halep venció  Timea Bacsinszky por 6-2, 6-2

### Dobles femenino
Lyudmyla Kichenok /  Nadiya Kichenok vencieron a  Chen Liang /  Yafan Wang por 6-4, 7-6(6)